# Raïon d'Ouïskoïe
Le raïon d'Ouïskoïe (en russe : Уйский район, Ouïski raïon) est une subdivision administrative de l'oblast de Tcheliabinsk, en Russie. Son centre administratif est le village d'Ouiskoïe.

## Histoire
L'histoire du raïon est inextricablement liée à celle de son centre, dans lequel fut construite une forteresse en 1745 pour matérialiser et sécuriser les frontières méridionales de l'actuelle oblast d'Orenbourg. Sur la fin du XVIIIe siècle, la réorganisation des forces cosaques délaisse le fort pour le développement du village. Le raïon est créé à l'époque soviétique, en 1929. Les premières fermes sont alors créées, puis exploitées dans la logique de la collectivisation agricole sous forme du kolkhoze. Plus tardivement, outre les écoles, un centre d'enseignement agricole s'est implanté.

## Administration
Le raïon est divisé en onze municipalités.
| №  | Municipalité                          | Centre                | Nombre de villages | Population (2002) |
| -- | ------------------------------------- | --------------------- | ------------------ | ----------------- |
| 1  | Municipalité d'Aminievo               | Aminievo              | 2                  | 1157              |
| 2  | Municipalité de Bielovo               | Bielovo               | 2                  | 905               |
| 3  | Municipalité de Vandchievka           | Vandchievka           | 2                  | 999               |
| 4  | Municipalité de Kidich                | Kidich                | 3                  | 1915              |
| 5  | Municipalité de Koumliak              | Koumliak              | 1                  | 827               |
| 6  | Municipalité de Larino                | Larino                | 6                  | 3445              |
| 7  | Municipalité de Maslovo               | Maslovo               | 3                  | 965               |
| 8  | Municipalité de Nijnieoustchieliemovo | Nijnieoustchieliemovo | 3                  | 1210              |
| 9  |                                       | Petropavlovka         | 1                  | 998               |
| 10 | Municipalité de Sololobskoïe          | Mirni                 | 12                 | 5499              |
| 11 | Municipalité de Ouïskoïe              | Ouïskoïe              | 8                  | 10635             |